# Бончу (Валча)
Бончу (рум. Bonciu) насеље је у Румунији у округу Валча у општини Бабени. Oпштина се налази на надморској висини од 197 m.

## Становништво
Према подацима из 2002. године у насељу је живело 127 становника, од којих су сви румунске националности.